# OZ Xstudio
OZ Xstudio（オズ エックススタジオ）は、幅広いデータソースから情報を取得し、レポート、帳票を作成するためのビジネスインテリジェンスアプリケーションである。2010年3月19日に最新版がリリースされた。

## 製品構成
OZ Xstudio は以下の製品から構成される。
OZ Enterprise Server
OZ Enterprise Server は、幅広いデータソースへ同時に接続しデータを結合させるWebアプリケーションフレームワークである。
OZ Application
クライアント環境で実行されるフレームワーク。ビューアーなどの環境は全て自動でインストールされる。OZ Enterprise Serverで処理されたデータを基にアプリケーション開発を行う。
OZ Report
クライアント環境で実行されるフレームワークで、主に帳票の表示やレポーティングを行う。OZ Enterprise Server で処理されたデータをクライアント環境にダウンロードし、指定したデザインに適用していくことで、レポートを作成する。

## 接続可能なデータソースの一例
ODBC、JDBCの規格に対応していれば、どのようなデータもデータソースとして取り扱うことが可能である。また、カンマやタブで区切られたデータもデータソースとして扱える。
- Apache Derby
- CSV
- IBM Db2
- Firebird
- HypresonicSQL
- HSQLDB
- H2 Database
- IBM AS400
- IBM CLEAR QUEST
- Microsoft SQL Server
- Microsoft SQL Server Express Edition
- Microsoft SQL Server 2005
- Microsoft SQL Server 2008
- Microsoft Access
- Microsoft Excel
- Microsoft dBase
- Microsoft Paradox
- Microsoft Visual FoxPro
- MySQL
- .NET Framework
- OpenBase
- Oracle
- OpenOffice Base
- PostgreSQL
- Sybase
- Sybase ASE
- SQLite
- SAP R3
- Unisql
- Unisys メインフレーム
- SOAP
- XML
- タブ区切りデータ
- スペース区切りデータ
- セミコロン区切りデータ
- コロン区切りデータ

など

## バージョン変遷
- 2003年1月 OZ Report 2.5
- 2004年10月 OZ Report 3.0
- 2006年 5月 OZ Xstudio 3.5
- 2008年 8月 OZ Xstudio 4.0 （日本未発表）
- 2010年 3月 OZ Xstudio 5.0